# Impero di Kong
L' impero di Kong, noto anche come impero Wattara (o Ouattara), dal nome della dinastia regnante, fu uno stato africano precoloniale centrato nella Costa d'Avorio nordorientale, che comprendeva anche gran parte dell'attuale Burkina Faso e parte del Mali. Venne fondato all'inizio del XVIII secolo da immigrati diula provenienti dal declinante Impero del Mali. I diula stabilirono un impero commerciale in gran parte decentralizzato, basato sui collegamenti tra le stazioni mercantili che proteggevano le rotte commerciali in tutta la regione. La capitale Kong divenne preminente nel XIX secolo come un importante centro commerciale e centro di studi islamici. Nel 1898 Samory Turé attaccò la città e la incendiò. Sebbene fosse stata ricostruita, l'impero Kong si era dissipato, e i francesi presero il controllo dell'area includendola nei loro possedimenti coloniali.

## Storia
L'area intorno a Kong era stata colonizzata da agricoltori di lingua gur, principalmente Senufo e Tiefo. A partire dal XVI secolo, i diula, un importante ramo dei mandé, emigrarono nell'area dal declinante Impero del Mali e fondarono alcune città, tra cui Kong. L'area divenne un sito di espansione, incursioni e guerre da parte di numerose potenze regionali, tra cui i regni di Gonja e Dagbon. In questo contesto, nella città di Kong si svilupparono un insieme di popolazioni eterogenee e una casta di mercanti-guerrieri (mercanti con un gran numero di mercenari e schiavi dediti in gran parte alla guerra).
La storia documentata rivela che agli inizi del 1700, Seku Wattara, un diula che affermava di discendere dal lignaggio di Sundiata Keita e che aveva studiato il Corano e si era impegnato nel commercio prima di diventare un guerriero, depose e uccise l'allora governante di Kong, Lasiri Gbambele, unendo le forze di un certo numero di leader diula della zona.  Seku utilizzò questo potere consolidato per controllare la politica a Kong e creare un'ampia sfera di influenza in tutta la regione. Impose il diula come lingua ufficiale e l’Islam come religione di stato. Impiegò gli schiavi per lavorare nella produzione di tessuti e nella coltivazione di riso, miglio, sorgo e cotone. Fornì inoltre sicurezza lungo le rotte commerciali con una cavalleria simile a quella dell'Impero del Mali trecento anni prima. L'impero di Seku si espanse verso nord con l'aiuto del fratello Famara Wattara. Nel 1714 conquistò la città di Bobo-Dioulasso e gran parte dell'attuale Burkina Faso. Famara fece di Bobo-Dioulasso la capitale di Gwiriko, una regione che in seguito sarebbe diventata il suo feudo.
Nel 1730, l'Impero di Kong divenne lo stato più grande dell'Africa occidentale a sud del fiume Niger. Si estendeva per centinaia di chilometri a ovest e a nord e comprendeva un gran numero di gruppi etnici musulmani e non musulmani. Seku Wattara morì nel 1745 e fu sostituito da abili faama, il primo dei quali fu Koumbi Wattara, figlio di Seku. Sotto il loro governo, Kong rimase un centro commerciale e divenne anche un centro di studi islamici. La Moschea del Venerdì di Kong attirava studiosi musulmani da tutto il Sahel.

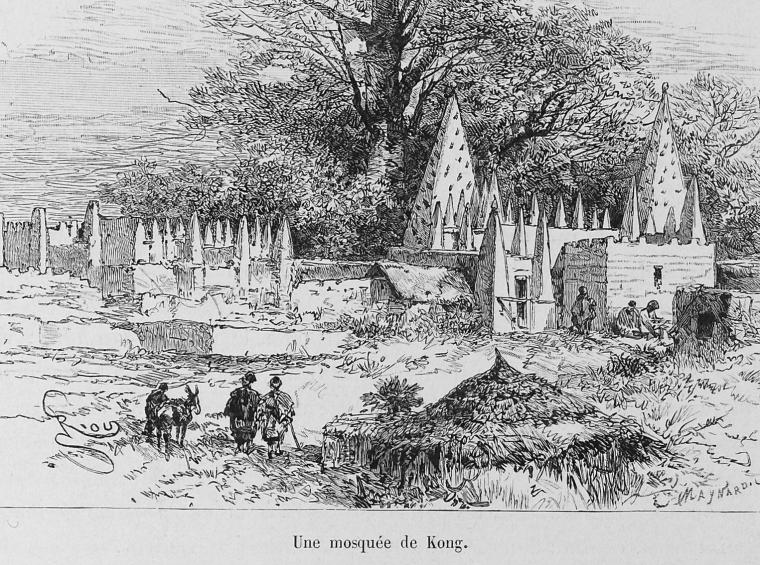
La moschea di Kong nel 1892

Dopo la morte di Faama Maghari nel 1800, i governanti successivi dovettero affrontare una crescente resistenza da parte dei vari gruppi etnici e religiosi dell'impero, e dalla seconda metà del XIX secolo il potere di Kong e il controllo del commercio sul territorio diminuirono significativamente.  Sebbene l'importanza della città in termini di commercio e studi islamici persistesse, la sua indipendenza e sfera di influenza diminuirono progressivamente.
Il 20 febbraio 1888, l'esploratore francese Louis Gustave Binger entrò a Kong e stipulò accordi con i leader locali come parte del controllo dell'area da parte della Francia. Questi accordi resero Kong un obiettivo per gli attacchi di Samory Turé come fronte nelle guerre Mandingo tra l'Impero Wassulu e i francesi.  Nel 1897, Samory sconfisse le ultime forze di Kong e rase al suolo la città, costringendo i membri della casa reale a fuggire verso nord, nella regione dell'alto Volta, dove divisero il territorio creando ciò che i francesi chiamarono "Les Etats de Kong". Questi regni durarono per un breve periodo prima di perdere rilevanza a favore del colonialismo francese. La città di Kong fu ricostruita dai francesi, ma tornarono solo circa 3.000 residenti e la città diminuì notevolmente di importanza.